# Ksi2 Canis Majoris
Ksi² Canis Majoris (ξ² CMa / 5 Canis Majoris / HD 46933) és un estel a la constel·lació del Ca Major de magnitud aparent +4,53. Comparteix la denominació de Bayer «Ksi» amb l'estel ξ¹ Ksi¹ Canis Majoris, els separats visualment 51 minuts d'arc. Físicament no hi estan relacionades, estant Ksi² Canis Majoris situat a 413 anys llum del sistema solar, mentre que Xi¹ Canis Majoris hi és tres vegades més allunyat.
Ksi² Canis Majoris és una estrella blanca catalogada com a gegant de tipus espectral A0III o com a estrella blanca de la seqüència principal de tipus A0 V. Els seus paràmetres de grandària, amb un radi 6,5 vegades major que el radi solar, i de lluminositat, 257 vegades superior a la del Sol, semblen ajustar-se millor als d'un estel gegant; comparativament és 5 vegades més lluminós que 109 Virginis, estel també de tipus A0 i de la seqüència principal.
Ksi² Canis Majoris és un estel considerablement més calent que el Sol, amb una temperatura efectiva de 9.105 K. La seva velocitat de rotació, 138 km/s, és 65 vegades major que la solar.